# Wereldkampioenschap dammen 1993/94 (match)
De match om het wereldkampioenschap dammen 1993/94 werd van 15 december 1993 t/m 21 januari 1994 gespeeld door titelverdediger Aleksej Tsjizjov en Harm Wiersma. 
De eerste 7 partijen werden van 15 t/m 28 december (met rustdagen op 17, 20 en 24 t/m 26 december) gespeeld in Izjevsk (de woonplaats van Tsjizjov), partijen 8 en 9 gespeeld in Tallinn (27 en 28 december) en de laatste 11 partijen van 7 t/m 21 januari (met rustdagen op 9, 13, 16 en 20 januari) in Friesland (de provincie waar Wiersma woont). 
Tsjizjov won de match door 2 overwinningen en 18 remises met 22 - 18. 
Zijn 1e winstpartij kwam tot stand doordat Wiersma in het late middenspel (een 8-om-8) vrij veel rand- en basisschijven had (4 randschijven en 2 basisschijven) en daarmee niet accuraat genoeg speelde. 
Zijn 2e winstpartij kwam tot stand doordat Wiersma in de laatste partij een alles-of-niets-poging deed met een riskante omsingeling (formatie van het klaverblad) vanuit een lange-vleugel-opsluiting. 

## Uitslagen
| Rang | Land | Naam             | 1 | 2 | 3 | 4 | 5 | 6 | 7 | 8 | 9 | 10 | 11 | 12 | 13 | 14 | 15 | 16 | 17 | 18 | 19 | 20 | punten |
| ---- | ---- | ---------------- | - | - | - | - | - | - | - | - | - | -- | -- | -- | -- | -- | -- | -- | -- | -- | -- | -- | ------ |
| 1    | RUS  | Aleksej Tsjizjov | 1 | 1 | 1 | 1 | 1 | 1 | 1 | 1 | 1 | 1  | 1  | 1  | 1  | 1  | 1  | 1  | 2  | 1  | 1  | 2  | 22     |
| 2    | NED  | Harm Wiersma     | 1 | 1 | 1 | 1 | 1 | 1 | 1 | 1 | 1 | 1  | 1  | 1  | 1  | 1  | 1  | 1  | 0  | 1  | 1  | 0  | 18     |